# Andy Graham
Andy Graham (Dunoon, 22 september 1983) is een Schotse voetballer (verdediger) die sinds 2010 voor de Schotse tweedeklasser Greenock Morton FC uitkomt. Voordien speelde hij voor Stirling Albion FC en Hamilton Academical FC.